# クリストファー・ゲスト
クリストファー・ヘイデン＝ゲスト（Christopher Haden-Guest, 5th Baron Haden-Guest、1948年2月5日- ）は、アメリカ合衆国の俳優・映画監督・脚本家。イギリス連合王国貴族・第5代ヘイデン＝ゲスト男爵。妻は女優のジェイミー・リー・カーティス。

## 来歴
アメリカ合衆国ニューヨークに生まれる。父はイギリスの連合王国貴族で国際連合に職員として勤務していた第4代ヘイデン＝ゲスト男爵ピーター・アルバート・マイケル・ヘイデン＝ゲスト。母親ジーン・ポーリン・ヒンデス(Jean Pauline Hindes)は東欧系ユダヤ系アメリカ人だった。
父方の祖父の初代ヘイデン＝ゲスト男爵レズリー・ヘイデン・ヘイデン＝ゲストは労働党の政治家であり、ユダヤ人富豪ゴールドスミッド家の娘と結婚した際にユダヤ教に改宗している。曽祖父アルバート・ゴールドシュミットはユダヤ系の青年組織Jewish Lads' and Girls' Brigadeなどを設立した人物であった。そういった背景があるが、両親は無神論者だったため、特に宗教的な背景の元で育ったわけではない。
幼少期はイングランドで過ごし、ニューヨークのTisch School of the Artsで演技を学ぶ。
俳優・映画監督・脚本家として幅広く活躍しているが、特に脚本を書き主演もした1984年の『スパイナル・タップ』が有名。この作品のために架空のバンド "スパイナル・タップ" を作り上げ、その全米ツアーに密着するというドキュメンタリー方式を取っている。
この手法は "mockumentary"（モキュメンタリー）と呼ばれ、彼は『ドッグ・ショウ!』と『みんなのうた』も同じスタイルで製作している。しかし2005年、彼はもうこの手法は使わないと語った。

### 私生活
1984年に女優のジェイミー・リー・カーティスと結婚。養子を二人とっている。
1996年に父親が亡くなったために、第5代ヘイデン－ゲスト男爵を襲爵し、1999年のトニー・ブレア内閣による改革までイギリス上院に議席を有していた。

## 主な作品
| 公開年    | 邦題 原題                                                           | 役名                         | 備考             |
| --------- | ------------------------------------------------------------------- | ---------------------------- | ---------------- |
| 1978      | ガールフレンド Girlfriends                                          | エリック                     |                  |
| 1979      | ダニー・トラビス/ダウンタウン徹底抗戦25時 The Last Word             | ロジャー                     |                  |
| 1980      | ロング・ライダーズ The Long Riders                                  | チャーリー・フォード         |                  |
| 1981      | ハートビープス/恋するロボットたち Heartbeeps                        | カルヴィン                   |                  |
| 1982      | チミノ夫人のピアノ A Piano for Mrs. Cimino                          | フィリップ・ライアン         | テレビ映画       |
| 1984      | スパイナル・タップ This Is Spinal Tap                               | ナイジェル・タフネル         | 脚本・出演・音楽 |
| 1984-1985 | サタデー・ナイト・ライブ Saturday Night Live                        |                              |                  |
| 1986      | リトルショップ・オブ・ホラーズ Little Shop of Horrors               | 最初の客                     |                  |
| 1987      | ニューヨーカーの青い鳥 Beyond Therapy                               | ボブ                         |                  |
| 1987      | プリンセス・ブライド・ストーリー The Princess Bride                 | タイロン伯爵                 |                  |
| 1988      | スティッキー・フィンガーズ Sticky Fingers                           | サム                         |                  |
| 1989      | The Big Picture                                                     |                              | 監督・脚本       |
| 1992      | ア・フュー・グッドメン A Few Good Men                               | 軍医ストーン                 |                  |
| 1997      | Waiting for Guffman                                                 |                              | 監督・脚本・出演 |
| 1998      | スモール・ソルジャーズ Small Soldiers                               | スラムフィスト               | 声の出演         |
| 2000      | ドッグ・ショウ! Best in Show                                        | ハーラン・ペッパー           | 監督・脚本・出演 |
| 2003      | みんなのうた A Mighty Wind                                          | アラン（ザ・フォークスメン） | 監督・脚本・出演 |
| 2005      | ヘンダーソン夫人の贈り物 Mrs. Henderson Presents                    | クロマー卿                   |                  |
| 2006      | For Your Consideration                                              |                              | 監督・脚本・出演 |
| 2009      | ナイト ミュージアム2 Night at the Museum: Battle of the Smithsonian | イワン雷帝                   |                  |
| 2009      | ウソから始まる恋と仕事の成功術 The Invension of Lying               | ネイサン・ゴールドフラップ   |                  |